# ارمنگارد
ارمنگارد (انگلیسی: Ermengarde of Tours; ۱ ژانویهٔ ۰۸۰۴ – ۲۰ مارس ۰۸۵۱) اهل آلمان و دختر هوگو تور بود او اکتبر ۸۴۱ میلادی در تیون‌ویل شهری در شهرستان موزل در ناحیه لورن امروزی به دنیا آمد پس از مدتی با لوتار یکم امپراتور مقدس روم ازدواج کرد در سال ۸۴۹ میلادی دو سال پیش از فوتش صومعه مهمی بنا کرد او و همسرش هشت فرزند داشتند:
لوئی دوم، امپراتور مقدس روم،
هیلترود، برتا، دختری با نام نامشخص، گیسلا، روترود، شارل و لوتار دوم.